# Шишгюзей
Шишгюзей (азерб. Şiş Quzey) — стоянка первобытных людей эпохи палеолита. Расположена к западу от города Товуз у села Кёчаскер, в Азербайджане.
Археологический объект был обнаружен в 1965 году в ходе археологической экспедиции под руководством М. М. Мансурова в Таузском районе в 1962—1966 годах. В ходе раскопок были обнаружены многочисленные орудия труда, относящиеся к Ашёльской культуре. Находки распространены на территории площадью 60×20 м. Всего было обнаружено 1075 находок, среди которых 146 орудий труда.
Здесь люди того времени пользовались, как свидетельствуют находки, мергелем как орудием труда. Поселение было расположено на выступе скалы. Палеолитические находки распространены в пределах террасы длиной 80 м. Согласно геоморфологу Н. Ширинову возраст террасы охватывает Хазарскую (Гюргян) эпоху.